# Johann Voß (Lyriker, 1951)
Johann Voß (* 23. September 1951 im ostfriesischen Dorf Theene, Gemeinde Südbrookmerland) ist ein Lyriker und Liedermacher.

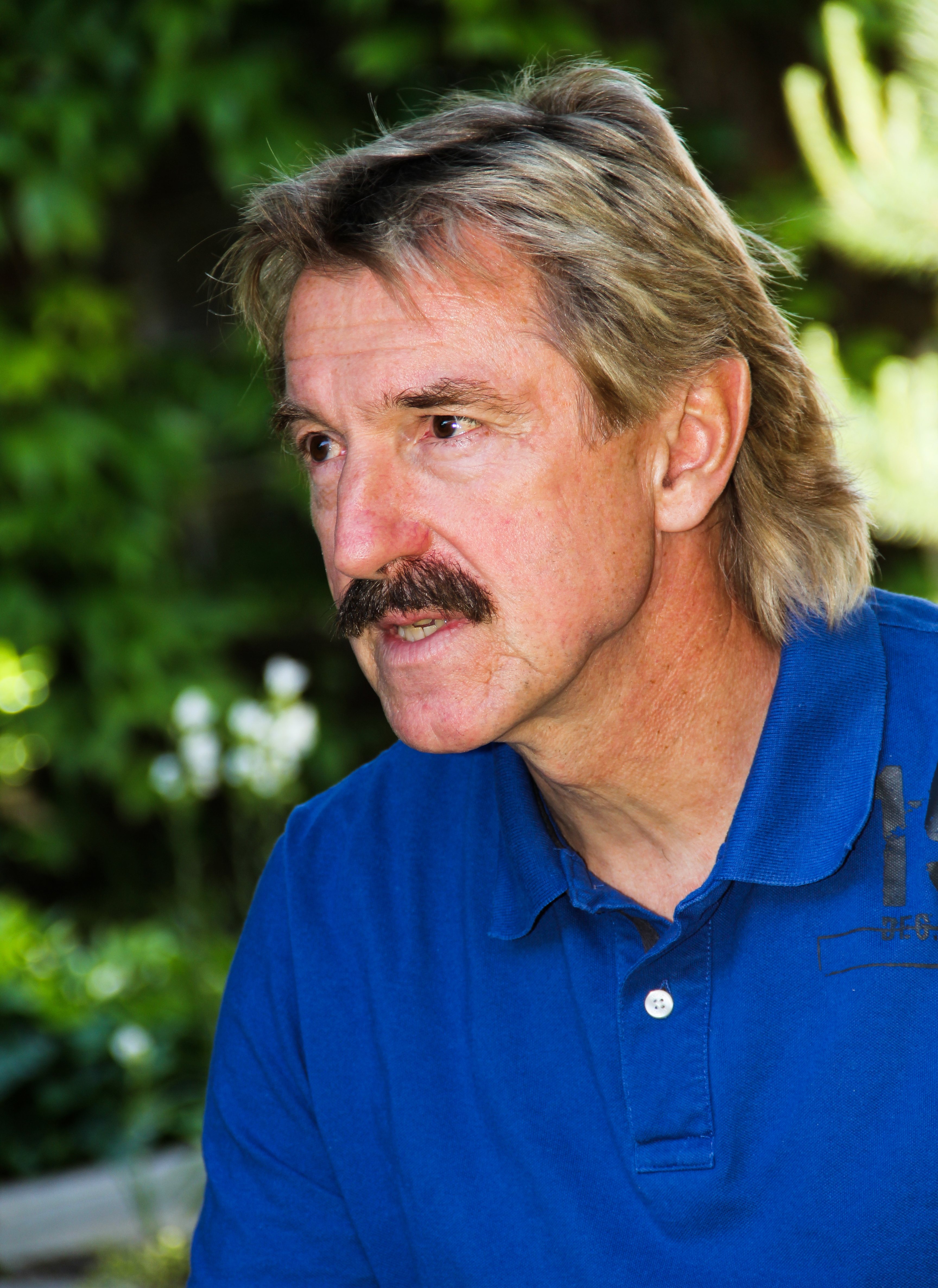

## Leben
Johann Voß besuchte die Volksschulen in Neu-Ekels und Wiegboldsbur, die Handelsschule in Aurich und das Wirtschaftsgymnasium in Emden. Schon als Schüler schrieb er Gedichte, die er als assoziierter Mitarbeiter auf der Jugendseite der „Ostfriesischen Nachrichten“ in Aurich veröffentlichte. Er nahm früh Briefkontakt mit von ihm verehrten Autoren auf, u. a. mit Carl Zuckmayer, über dessen Leben und Werke er referierte. Nach dem Abitur verweigerte er den Kriegsdienst und leistete Zivildienst im Altenpflegeheim der Arbeiterwohlfahrt. Anschließend studierte er in Göttingen die Fächer Deutsch und Sport für das gymnasiale Lehramt. Während des Studiums schloss er sich dem Lyrik-Workshop des Linguistik-Dozenten und Autors Burckhard Garbe an. Mit anderen Jungautoren gab er die studentische Literaturzeitschrift „blattlaus“ heraus und zeichnete für das Themenheft „kriege“ verantwortlich. Während des Studiums engagierte er sich in der erstarkenden Anti-Atomkraft-Bewegung. Aus dieser ging der Gegenwind Verlag hervor, der seine Lyriksammlung „meine mündigkeit“ publizierte. Die ersten Exemplare wurden noch bei der Platzbesetzung in Gorleben verbreitet. Als Aktivist in der Friedensbewegung der 80erJahre arbeitete Voß am von Gila und Kalle Altmann gegründeten Alternativblatt „Ostfriedlicher Generalanzeiger“ in Aurich mit. In dieser Zeit war er auf Einladung von Johannes Diekhoff an der Gründung des zweisprachigen Arbeitskreises ostfriesischer Autoren und Autorinnen beteiligt. Dem Beitritt zum Verband deutscher Schriftsteller und Schriftstellerinnen folgten mehrere Kooperationen, u. a. mit dem von Frederike Frei in Hamburg gegründeten Literaturpostamt, mit den von Kai Engelke ins Leben gerufenen Surwolder Literaturgesprächen, dem „Offenen Radio“ von Radio Bremen und mit Lutz Görners CD-Projekt „Kunst wäscht den Staub des Alltags von der Seele“.
Dem VS-Landesverband Niedersachsen stand Voß mehrere Jahre vor, u. a. mit Kai Engelke und Peter Gerdes. Mit diesen Autorenkollegen und dem Pianisten Chris Jarrett veranstaltete Voß mehrere Lesungen zu Ehren von Wolfgang Borchert. Mit Johano Strasser und Feridun Zaimoglu eröffnete Johann Voß 2015 die VS-Kampagne „Worte gegen Rechts“ auf der Leipziger Buchmesse.
Voß traf sich in Auschwitz und Birkenau mehrfach mit ehemaligen Häftlingen, u. a. mit  Kasimierz Smolen, Jerzy Bielecki und Mirtec Sarnowski. Über diese Begegnungen schrieb er Gedichte und das „klagelied vom aschseegrund“. Im Jahr 2012 initiierte er am Helmstedter Gymnasium Julianum die Aktion "Bunt statt braun", in deren Verlauf er auch Esther Béjarano kennenlernte. Mit ihr las er 2021 zum 100. Geburtstag von Wolfgang Borchert an dessen Grab in Hamburg-Ohlsdorf aus dem Werk des Dichters. Die Auschwitz-Überlebende schrieb für die Gedichtsammlung "dir mein wort" den Geleittext.
Als Zeitzeuge von Zeitzeugen bietet der Autor für Schulen und Universitäten Veranstaltungen an. Überdies trägt Johann Voß heute vorzugsweise an Orten vor, zu denen seine Texte in direkter Beziehung stehen, an Stolpersteinen, an Kriegsdenkmälern, auf jüdischen Friedhöfen, bei Gedenk- und Mahnveranstaltungen in ehemaligen Konzentrations- und Arbeitslagern usw. Unentgeltlich unterstützt er demokratische Veranstaltungen von z. B. Deutsch-Ukrainischen Friedensinitiativen, Fridays For Future (FFF), der Vereinigung der Verfolgten des Naziregimes (VVN), Kirchengruppen, Initiativen zur Stärkung von Frauenrechten usw.                    
2024 las und sang Johann Voß im Rahmen der AWO-Aktion „100 Boote – 100 Millionen Flüchtlinge“ bei der Veranstaltung in Berlin.

## Privates
Johann Voß entstammt ärmlichen Verhältnissen. Vater Anton Johann Voß verdingte sich als Hilfsarbeiter in der Böttcherei, wurde Soldat unter Hitler, überlebte die russische Gefangenschaft und kam erst 1949 als Spätheimkehrer zurück. Als Tochter eines Moorkolonisten arbeitete seine Mutter Anna schon in jungen Jahren als bäuerliche Magd. In der Kriegs- und Nachkriegszeit brachte sie die vier Kinder oft nur mit Arbeiten als Tagelöhnerin durch.
Johann Voß lebt heute in der Nähe von Marienborn an der ehemaligen deutsch-deutschen Grenze und in Retschow.

## Würdigungen
Die literarische Arbeit von Johann Voß wurde mehrfach gewürdigt, u. a. mit dem Stipendium des Niedersächsischen Ministeriums für Wissenschaft und Kunst, dem Förderpreis der Schweizer Literaturzeitschrift Orte und dem Lyrikpreis der Münchener Bibliothek deutschsprachiger Gedichte.
Nominierung für den Deutschen Lesepreis 2024 (Stiftung Lesen).

## Veröffentlichungen

### Schriften
- meine mündigkeit. Gedichte. Göttingen: Gegenwind Verlag 1980, ISBN 978-3-922572-00-8
- die erde nicht mehr. Lyrik und Prosa. Göttingen: Gegenwind Verlag 1983, ISBN 978-3-922572-09-1
- ring und rose. Gedichte. Hildesheim: Edition Collage 1990, ISBN 978-3-924479-37-4
- schloss und silbe. Gedichte und Lieder. Göttingen: Werkstatt Verlag 1997, ISBN 3-89533-190-2
- Auschwitz Gedichte, Hrsg. Adam A. Zych, Dorothea Müller-Ott, Oswiecim: Staatliches Museum Auschwitz-Birkenau 2001, ISBN 83-85047-90-5
- kirschkatzengold. Gedichte. Surwold: Timpen Presse 2002
- die mitte ist die andere seite. Gedichte und Lieder. Göttingen: Werkstatt Verlag 2012, ISBN 978-3-89533-886-1
- fahr nun ans meer. Gedichte. Göttingen: Werkstatt Verlag 2017, ISBN 978-3-7307-0341-0
- Die Provokation der modernen Poesie. Essay. Schweiz: Glarean Magazin 2017
- Zeitzeichen (Hrsg.). Zum Jahrestag der Bücherverbrennung. Göttingen: Werkstatt Verlag 2020, ISBN 978-3-7307-0554-4
- dir mein wort. Gedichte und Lieder. Göttingen: Edition Werkstatt 2023, ISBN 978-3-89684-700-3

### Funkarbeiten
- Pop und Poesie. Über den Zusammenhang von populärer Musik und poetischen Texten. NDR
- Das Ende der alten Gesetze. Gedichte. RB
- So vielleicht lese ich ein Gedicht. Gedichte. RB
- Junge Autoren im Gespräch. NDR
- Braune Zeiten. Lieder. Radio Emscher Lippe
- Nicht vor Sehnsucht sterben. Gedichte und Lieder. SR
- An die ehemaligen Herren der ehemaligen DDR.Podcast. Folge 47 der Reihe „Meine Wende – Unsere Einheit“, ZDF 2020

### Text- und Musikcassette, Hörbuch
- Zorn und Zärtlichkeit. Poesie und Pianokompositionen. Hildesheim: Edition Collage. (Gemeinsam mit Kai Engelke, Peter Gerdes und Chris Jarrett)
- Komm in das Haus meiner Worte. Hörbuch mit Booklet. 51 Minuten.  Rastede: edition einwurf, 2024, ISBN 978-3-89684-712-6

### Sonstige Publikationen
u. a. in Litfass, KursBuch, Praxis Deutsch, Graswurzelrevolution, Scriptum, Jahreskalender von ai,
Anthologien der Autoreninitiative Köln und des Werkkreises Literatur der Arbeitswelt,
Kalender „Gegen den Krieg“, Versnetze; Literaturtelefone; Aufsätze.